# Bordils
Bordils település Spanyolországban, Girona tartományban. Bordils Cervià de Ter, Sant Joan de Mollet, Sant Martí Vell, Juià, Celrà és Medinyà községekkel határos. Lakosainak száma 1804 fő (2024).

## Népesség
A település népessége az elmúlt években az alábbi módon változott:
| Lakosok száma | 352  | 870  | 1002 | 1033 | 1243 | 1425 | 1732 | 1690 | 1779 | 1804 |
|               | 1717 | 1887 | 1936 | 1960 | 1986 | 2004 | 2009 | 2014 | 2019 | 2024 |